# Joachim Wasserschlebe

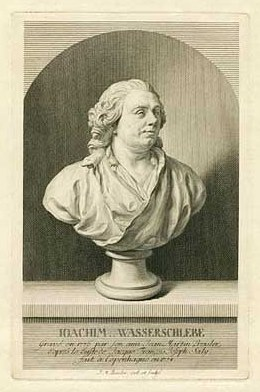
Johann Martin Preissler (Saly mellszobra után): Joachim Wasserschlebe

Joachim Wasserschlebe Wasserschleben is  (Salzwedel, 1709. április 29. – Wassersleben, 1787. március 13.) német közigazgatási jogász a dán szolgálatnál és műgyűjtő.

## Élete
Wasserschlebe olyan salzwedeli családból származott, amelynek tagjai tanácsosok voltak. Szülővárosában latin iskolába járt, Halléban jogot tanult. A hamburgi Hofmeisterben tett pályafutása után 1731-ben Werner von der Schulenburg párizsi francia udvari dán nagykövet magántitkára lett. 1738-ban dán közszolgálatba került, és Párizsban követségi titkár és többszörös ügyvivő lett. 1741-ben a VI. Keresztély dán király megbízásából megszerzett 140 festményt a párizsi műkereskedelemben a Christiansborg-palota berendezésére, amely 1794-ben leégett. 1750-ben mecénásként lehetővé tette a fiatal szobrász, Johannes Wiedewelt számára, hogy Párizsban tanuljon.
Johann Hartwig Ernst von Bernstorff támogatásával 1752-ben a koppenhágai német kancellária külügyi osztályára helyezték át. A művészeti piachoz fűződő kiváló kapcsolatainak köszönhetően jelentős szerepet vállalt Jacques-François-Joseph Saly 1754-es új Koppenhágai Művészeti Akadémia igazgatójává történő kinevezésében, ahol azonnal tiszteletbeli taggá tették. Meghatározó szerepet játszott más Európában elismert művészek koppenhágai kinevezésében is. 1760-ban költségvetési, 1768-ban konferenciatanácsos lett.
Bernstorffnak Johann Friedrich Struensee által 1770-ben történt megdöntésével Wasserschlebe is elvesztette hivatalait és befolyását; de Koppenhágában maradt, és Bernstorff pénzügyeit intézte. Struensee 1772-es bukása után nem tért vissza a kormányzati szolgálatba. 1778-ban Flensburgba költözött, özvegy nővéréhez, hogy annak gyermekeinél éljen, és egy kis vidéki birtokot épített a Flensburger Fördén. Az építési költségek finanszírozására 1783-ban mintegy 90%-át eladta metszetgyűjteményének, amely a Dán Királyi Könyvtárba került. A maradék 10%-ot és könyvtárát 1789-ben Daniel Gotthilf Moldenhawer elárverezte a Királyi Könyvtár számára. Wasserschlebe többi írásos hagyatéka csak 1824-ben került a Királyi Könyvtárba Moldenhawer ajándékaként. Wasserschlebét a közeli épületben (Bov) temették el. A kis flensburgi külváros, amelyben a mai napig megőrizte az általa épített vidéki házat, amely a „Wassersleben” névvel rá emlékeztet. 1971. november 1-jétől Wassersleben település Harrislee része.
Johann Paul Höpp az ő unokaöccse volt.

## Műgyűjtőként
Wasserschlebe egy kortárs francia nyomatgyűjteményt kezdett felépíteni még Párizsban, és később Koppenhágában 10 000 ívre bővítette azt. Ma ez a Dán Királyi Könyvtár Nyomdatermében található.

## Fordítás
- Ez a szócikk részben vagy egészben  a   Joachim Wasserschlebe című német Wikipédia-szócikk ezen változatának fordításán alapul.  Az eredeti cikk szerkesztőit annak laptörténete sorolja fel. Ez a jelzés csupán a megfogalmazás eredetét és a szerzői jogokat jelzi, nem szolgál a cikkben szereplő információk forrásmegjelöléseként.